# Abbaye Saint-Léon de Toul

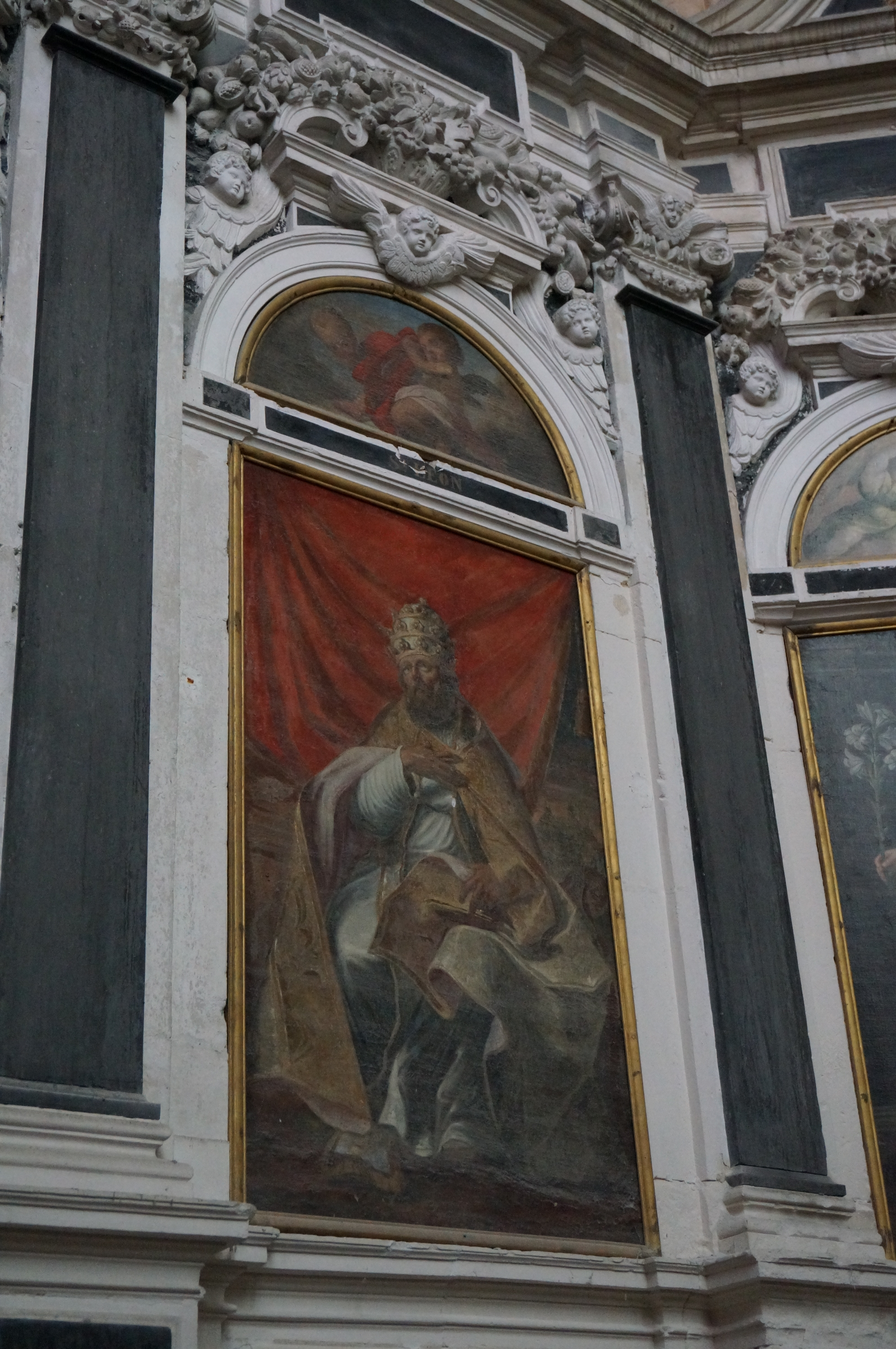
Image de Léon IX dans le chœur de la cathédrale de Toul.

L’abbaye Saint-Léon de Toul est une ancienne abbaye de chanoines réguliers de l’ordre de Saint-Augustin de la congrégation de Notre-Sauveur située dans la région de Lorraine, sur le territoire de la commune de Toul, en Meurthe-et-Moselle. Aujourd'hui, le site est occupé par un établissement d'enseignement, le collège Amiral de Rigny.

## Origine et développement
L'abbaye fut fondée au XIe siècle par Lutolphe, doyen de la cathédrale de Toul, en l’honneur de Léon IX, son ancien maitre. Il fit venir quelques clercs disciples de Séhère, originaire d’Épinal ou de Remiremont, et qui vivait alors à Romberg ou à Saint-Mont pour en être le premier abbé.
Le nécrologue du Pape Saint-Léon s'exprime en ces termes au sujet de Lutulfus, fondateur de son abbaye à Toul :
« Obiit Lutulfus piae memoriae levita et canonicus hujus »« loci, quia cum decanus esset majoris ecclesiae, Coenobium »« hoc a fundamentis construxit, opibus, ornamentis variis »« multimoda decoravit ;itinera multa et longa , pericula »« plura pro hujus exaltatione Loci sustinuit. »
— Dans histoire du diocèse de Toul, Par Pierre Étienne Guillaume, p 373
Dont voici la traduction :
« Lutulfus décéda pieusement diacre et chanoine de son abbaye dont il avait jeté les fondations en tant que doyen de son Église. » « Il l'avait dotée de ressources et embellie de multiples manières, mais avait aussi dû prendre de nombreux détours et endurer de nombreuses peines pour le salut et l'élévation des âmes de sa communauté touloise de Leuques. »
D'abord placée hors des murs de la ville de Toul, elle fut transférée (vers 1402) dans l’enceinte du bourg à la suite de sa ruine pendant la guerre faisant intervenir le duc de Lorraine Charles II.

## Après la Révolution
L'abbaye fut saisie en 1790 et dès 1804 la création d'un collège communal fut décidée par décret. Aujourd'hui plusieurs parties de l'ancienne Abbaye (Entrée du bâtiment principal, le réfectoire et la cuisine) sont inscrites au titre des monuments historiques par arrêté du 31 octobre 1941.

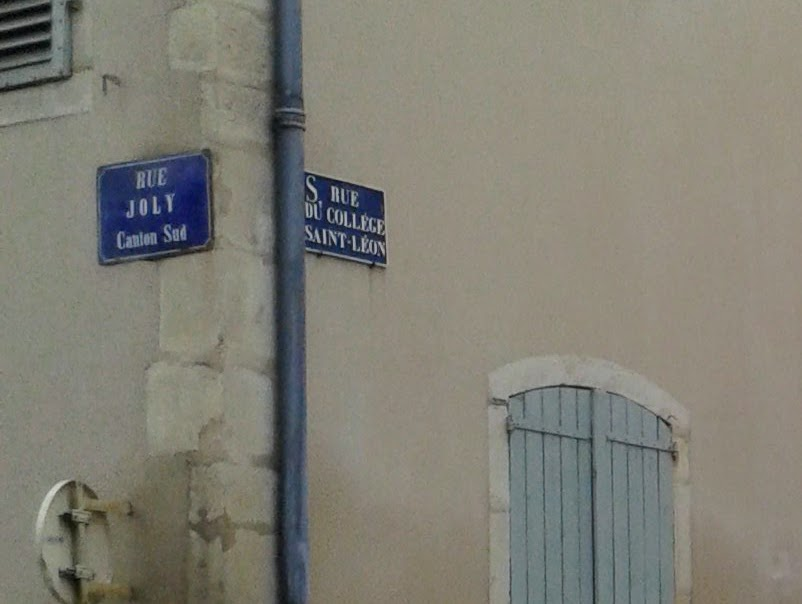
(Toul) Plaque de rue portant encore la référence au premier collège communal de Saint Léon.

## Liste des abbés
Sources
- 1094 - 1128  : Séhère, premier abbé.
- 1128 - 1157  : Seibaldus ou Sigebaud
- 1159 - 1169  : Sigifride ou Sigefroy
- 1170 - 1174  : Valtère ou Vautier
- 1179 - 1188  : Etienne
- 1188 - 1198  : Jean Ier
- 1204 - 1214  : Clément
- 1214 - 1216  : Hervin
- 1216 - 1228  : Thiéry
- 1230 - 1239  : Guillaume
- 1250 - 1260  : Jean II
- 1260 - 1284  : Radulphe
- 1284 - 1291  : Eibalde
- 1291 - 1298  : Jean III
- 1298 - 1300  : Louis de Mailly ou Mailley
- 1300 - 1313  : Jean IV  du Masuil ou Ménil
- 1313 - 1358  : Fourcaud ou Fourcard de Secours (de Severia)
- 1359 - 1370  : Mahérus
- 1370 - 1375  : Ferry de Morhange
- 1375 - 1418  : Pierre de Dun
- 1418 - 1439  : Marcot (Gérard) de Saxey
- 1439 - 1449  : Cocal ou Gacal (Dominique)
- 1449 - 1458  : Henrion (Jean) de Port
- 1458 - (14??)  : (?)
- 1468 - (14??)  : Brauléti (Jean)
- (15??) - 1503  : Goupil (Philippe)
- 1503 - 1516  : Thouvenot (Didier)
- 1516 - 1527  : Fabri (Jean) de Cresilles
- 1527 - 1532  : (?)
- 1532 - 1543  : Godard (Pierre)
- 1543 - 1549  : Forget (Jean), premier abbé commendataire
- 1549 - (14??)  : (?)
- (14??) - 1564  : Vencey ou Vannecy (Nicolas de), grand archidiacre de Toul, évêque de Baignerey[5], commendataire
- 1564 - 1569  : Vencey (Nicolas de) ou Vannecy
- 1569 - 1570  : (?)
- 1571 - (14??)  : Collin ou Colliny (Didier)
- (15??) - 1599  : Thiriet (Théodore ou Thierry)  abbé,  commendataire
- 1599 - 1599  : Perrin de Perrinis, dataire du pape
- 1599 - 1599  : Aubry (Nicolas) prieur claustral
- 1599 - 1609  : Olivier (Séraphin)
- (16??) - 1613  : Rasailles ou de Razal (Vincent)
- (16??) - 1623  : Pozzobonelli[6] (François de)
- 1624 - 1626  : Marquemont (Denis-Simon de), cardinal de Lyon
- 1626 - 1626  : Barclay (Guillaume de - Guillelmus Barclaius), camérier du pape
- 1626 - 1626  : Jean Perrin dit Cresilles
- 1626 - 1626  : Le Jalot (Philippe) prieur claustral
- 1626 - 1656  : Barclay (Guillaume de) abbé commendataire
- 1656 - 1709  : Bailly de la Berchère (Gabriel), grand archidiacre
- 1709 - 1738  : La Baume de Suze (Anne-Louis-François), comte de lyon
- 1738 - 1751  : Castellane (Jean-Joseph de), vicaire-général
- 1751 - 1773  : Castellaure (de)
- 1773 - 1785  : Damas de Crux (François de) , vicaire-général
- 1785 - 1790  : Mélignan (Jean-Eugène-Lambert de) , vicaire-général, aumônier de Victoire de France